# Première Apocalypse de Jacques
La première apocalypse de Jacques est une apocalypse gnostique de la fin du deuxième siècle.

## Contenu
La forme du texte est principalement celle d'un Dialogue/Discours de Révélation entre Jacques le frère de Jésus et Jésus, avec un récit plutôt fragmentaire du départ (signifiant peut-être le martyre) de Jacques annexé au bas du manuscrit, relié au reste par une référence oblique à la crucifixion. La première partie du texte décrit l'inquiétude compréhensible de Jacques d'être crucifié, tandis que la dernière partie décrit des "mots de passe" secrets donnés à Jacques afin qu'il puisse monter au ciel le plus élevé (sur 72) après sa mort, sans être bloqué par les " pouvoirs" du démiurge. Dans le texte, Jésus dit à Jacques, "tu n'es pas matériellement mon frère".

A première vue, il semble que la Première Apocalypse prépare Jacques à son martyre et que la Deuxième Apocalypse décrive ce martyre; mais ceci est simplement apparent.
En réalité, les deux portent sur le même thème du salut, entendu dans une perspective tout à fait gnostique.
La première partie de l'Apocalypse, rapportant la rencontre d'avant la passion, est constituée de sept discours du Sauveur à Jacques et d'autant de réponses ou de questions de Jacques. Le thème central est celui de l'ascension de l'âme vers "Celui-qui-est" et son affrontement avec les "archontes". La grande révélation vient au coeur du second dialogue, où le Sauveur enseigne à Jacques ce qu'il devra répondre aux archontes pour leur échapper et parvenir à sa pleine rédemption.

## Manuscrits
La Première Apocalypse de Jacques est considérée comme faisant partie des apocryphes du Nouveau Testament.
Il est découvert pour la première fois parmi 52 autres textes chrétiens gnostiques répartis sur 13 codex par un paysan arabe, Mohammad Ali al-Samman, dans la ville égyptienne de Nag Hammadi fin décembre 1945.
Le manuscrit copte de Nag Hammadi est remarquablement bien conservé pour son âge ; il est signalé que la cache de textes appelée la Bibliothèque de Nag Hammadi, lorsqu'elle a été découverte à l'origine, était scellée dans un grand récipient en terre cuite. Ils ont été cachés au cours du quatrième siècle, pour leur éviter la destruction.
Un autre exemplaire a été trouvé plus récemment dans le Codex Tchacos, où il est simplement intitulé « Jacques ». Ces textes sont en langue copte.
En 2017, la première copie grecque est trouvée (l'œuvre a été écrite à l'origine en grec) parmi des Papyrus d'Oxyrhynque non publiés hébergés à l'Université d'Oxford par Geoffrey Smith et Brent Landau, chercheurs en études religieuses à l'Université du Texas à Austin. Les fragments datent du Ve ou VIe siècle et sont probablement le modèle d'un enseignant utilisé pour aider les élèves à apprendre à lire et à écrire. Les fragments sont publiés dans la compilation Oxyrhynchus Les Mémoires gréco-romains.